# 豊北村
豊北村（とよきたむら）は、日本の領有下において樺太に存在した村（指定町村）。
当該地域の領有権に関しては樺太の項目を参照。

## 概要
- 豊原市の近郊に位置していた。
- 村内の小沼駅は交通の要衝であり、樺太東線から川上線と豊真線が分岐していた。
- 川上線丸山駅付近に川上温泉という温泉が存在した。

## 歴史
- 1915年（大正4年）6月26日 - 「樺太ノ郡町村編制ニ関スル件」（大正4年勅令第101号）の施行により、高岡村、豊北村が行政区画として発足。豊原郡に所属し、豊原支庁が管轄。
- 1923年（大正12年）4月1日 - 高岡村が豊北村に合併。
- 1929年（昭和4年）7月1日 - 樺太町村制の施行により二級町村となる。
- 1937年（昭和12年）7月1日 - 豊原支庁が豊栄支庁に改称。
- 1941年（昭和16年）4月1日 - 川上村が分立。
- 1942年（昭和17年）11月 - 所属郡が豊栄郡に、管轄支庁が豊原支庁にそれぞれ変更。
- 1943年（昭和18年）4月1日
  - 「樺太ニ施行スル法律ノ特例ニ関スル件」（大正9年勅令第124号）が廃止され、内地編入。
  - 指定町村となる。
- 1945年（昭和20年）8月22日 - ソビエト連邦により占拠される。
- 1949年（昭和24年）6月1日 - 国家行政組織法の施行のため法的に樺太庁が廃止。同日豊北村廃止。

## 村内の地名
| - 南小沼（みなみこぬま） - 小沼（こぬま） - 深雪（みゆき） - 鈴谷（すずや） - 奥鈴谷（おくすずや） - 草野（くさの） - 草野殖民地（くさのしょくみんち） - 富岡（とみおか） - 富岡殖民地（とみおかしょくみんち） | - 富岡西山（とみおかにしやま） - 富岡東山（とみおかひがしやま） - イナウシ - 丸山（まるやま） - 本川上（ほんかわかみ） - 奥川上（おくかわかみ） - 川上温泉（かわかみおんせん） - 春日峠（かすがとうげ） |

（）

## 地域

### 教育
以下の学校一覧は1945年（昭和20年）4月1日現在のもの。

#### 国民学校
- 樺太公立草野国民学校
- 樺太公立鈴谷国民学校
- 樺太公立小沼国民学校
- 樺太公立本川上国民学校
- 樺太公立奥川上国民学校
- 樺太公立富岡国民学校
- 樺太公立深雪国民学校

#### 中等学校
- 樺太庁豊北農業学校